# Marsac (Creuse)
 Marsac  es una localidad y comuna de Francia, en la región de Lemosín, departamento de Creuse, en el distrito de Guéret y cantón de Bénévent-l'Abbaye.
Su población en el censo de 1999 era de 727 habitantes.
Forma parte del Camino de Santiago (Via Lemovicensis).
Está integrada en la Communauté de communes de Bénévent-Grand-Bourg.